# 霍普金斯縣 (德克薩斯州)
霍普金斯縣（英語：Hopkins County）位美國德克薩斯州東北部的一個縣。面積2,053平方公里。根据美國2000年人口普查，共有人口31,960人。縣治薩爾弗斯普林斯（Sulphur Springs）。
成立於1846年3月25日，縣政府成立於同年7月13日。縣名紀念當地早期的殖民者大衛·霍普金斯。